# Conus gigasulcatus
Espèce
Statut de conservation UICN

 LC  : Préoccupation mineure
Conus gigasulcatus est une espèce de mollusques gastéropodes marins de la famille des Conidae.
Comme toutes les espèces du genre Conus, ces escargots sont prédateurs et venimeux. Ils sont capables de « piquer » les humains et doivent donc être manipulés avec précaution, voire pas du tout.

## Description
La taille d'une coquille adulte varie entre 28 mm et 90 mm.

## Distribution
Cette espèce est présente dans l'océan Pacifique au large de Fidji et Vanuatu.

### Niveau de risque d’extinction de l’espèce
Selon l'analyse de l'UICN réalisée en 2011 pour la définition du niveau de risque d'extinction, cette espèce récemment décrite (2008) est endémique des Fidji. Elle a été collectée vivante entre 150 et 183 m. Tous les spécimens de cette espèce ont été obtenus lors d'enquêtes scientifiques, aucun n'a été mis à disposition pour le commerce. En raison de son inaccessibilité, il est peu probable qu'elle soit disponible dans le commerce de spécimens de coquilles à l'avenir. Il n'y a pas de mesures de conservation en place pour la protection de cette espèce, cependant, sa distribution en profondeur fournit une protection naturelle en la rendant moins accessible. Elle est classée dans la catégorie préoccupation mineure.

## Taxonomie

### Publication originale
L'espèce Conus gigasulcatus a été décrite pour la première fois en 2008 par les malacologistes Robert Gerard Moolenbeek (d), Dieter Röckel (d) (1922-2015) et Philippe Bouchet dans la publication intitulée « Vita Malacologica »,.

### Synonymes
- Asprella gigasulcata (Moolenbeek, Röckel & Bouchet, 2008) · non accepté
- Conus (Asprella) gigasulcatus (Moolenbeek, Röckel & Bouchet, 2008) · appellation alternative

## Identifiants taxonomiques
- Ressources relatives au vivant :   - Global Biodiversity Information Facility
  - iNaturalist
  - Interim Register of Marine and Nonmarine Genera
  - SeaLifeBase
  - Union internationale pour la conservation de la nature
  - World Register of Marine Species

Chaque taxon catalogué par les bases de données biologiques et taxonomiques possède un identifiant qui permet d'établir un point de référence. Les identifiants de Conus gigasulcatus dans les principales bases sont les suivants :
CoL : XXGM - GBIF : 6510870 - iNaturalist : 431988 - IRMNG : 11816436 - TAXREF : 155505 - UICN : 192371 - WoRMS : 428422